# Калитинка
Кали́тинка — село в Україні, у Джуринській сільській громаді Жмеринського району Вінницької області. Населення становить 780 осіб.

## Відомі люди

### Народилися
- Головатюк Іван Пилипович (1930 — ?) — український радянський діяч, новатор виробництва, машиніст тепловоза локомотивного депо станції Чортків Тернопільської області. Депутат Верховної Ради УРСР 6—7-го скликань.
- Маліванчук Іван Дементійович (20 липня 1914 — 18 травня 1990) — комісар підпільної організації в с.Джурин, партизан загонів Воронова та Мельника, директор Шаргородської МТС, РТС, керуючий районного відділення «Сільгосптехніка».[1]